# Opolski Festiwal Skoków 2017
XII Opolski Festiwal Skoków – 12. edycja zawodów lekkoatletycznych, która odbyła się w dniach 3–4 czerwca 2017 roku na Stadionie im. Opolskich Olimpijczyków w Opolu. Zawodnicy brali udział w konkurencji skoku wzwyż.

## Wyniki
| Konkurencja         | 1. miejsce         | Wynik  | 2. miejsce           | Wynik  | 3. miejsce                     | Wynik  |
| Skok wzwyż mężczyzn | Mutazz Isa Barszim | 2,37 m | Pawieł Sieliwierstau | 2,28 m | Wojciech Theiner               | 2,20 m |
| Skok wzwyż kobiet   | Marija Lasickienė  | 2,00 m | Michaela Hrubá       | 1,90 m | Lada Pejchalová                | 1,86 m |
| Skok wzwyż juniorów | Jakub Bujak        | 2,04 m | Gracjan Wiśniewski   | 2,01 m | Jakub Sucharski Kevin Gołombek | 1,86 m |
| Skok wzwyż juniorek | Kinga Witkowska    | 1,66 m | Alicja Dolińska      | 1,63 m | Natalia Zawer                  | 1,54 m |